# Енола Гей
„Енола Гей“ (на английски: Enola Gay, по-коректно произношение Инола или Иноула Гей) е прозвището на стратегическия бомбардировач Boeing B-29 Superfortress на ВВС на САЩ, който на 6 август 1945 година хвърля атомната бомба „Little Boy“ („Малчуган“) над японския град Хирошима в края на Втората световна война.
Командирът на операцията, полковник Пол Уорфилд Тибетс, кръщава самолета на името на майка си – Енола Гей Тибетс.
Намира се в Националния музей на Авиацията и Космонавтиката на САЩ.